# حاجی‌آقا بی‌لی
حاجی‌آقا بی‌لی (به لاتین: Hacıağabəyli) یک منطقه مسکونی در جمهوری آذربایجان است که در شهرستان گوی‌چای واقع شده است. این روستا ۲۴۹ نفر جمعیت دارد.